# Reinoud de Fauquemont
Reinoud de Fauquemont ou Reinoud van Valkenburg (également nommé Reinald van Valkenburg)  (Fauquemont-sur-Gueule ?, 1283 ? - Montjoie, 15 juillet 1333) était un chevalier médiéval de sang noble de la maison de Valkenburg-Heinsberg. Il était, entre autres, seigneur de Fauquemont et Montjoie-Bütgenbach, et bailli d'Aix-la-Chapelle. Son règne se caractérise par une longue série de conflits armés et la prise de contrôle progressive des terres de Fauquemont par le Brabant.

## Ebauche biographique

### Naissance et héritage
Reinoud est né en tant que deuxième fils de Walram dit Le roux (de rosse) de Valkenburg et Philippe de Gueldre. Il a probablement été nommé d'après le frère de sa mère, Renaud Ier de Gueldre.
Après la mort de Walram Le roux en 1302, ses biens sont répartis entre ses quatre enfants. Le fils aîné, Thierry (Dirk) III, reçut la terre de Fauquemont, tandis que Reinoud reçut le plus petit territoire c'est-à-dire Montjoie (Monschau). Cependant, Thierry mourut trois ans après son père le 16 juillet 1305, célibataire et sans descendance, de sorte que Reinoud devint également seigneur de Fauquemont.
Un discours d'honneur de Reinoud a été inclus dans le remarquable Armorial de Gelre. Les discours d'honneur sont de courts poèmes dans lesquels le héraut donne un aperçu des faits d'armes honorables de la vie d'un chevalier avec une illustration de son blason. Quelques autres personnages cités sont Guillaume III de Hollande et Guillaume II de Juliers.

## Mariage et progéniture
Reinoud a épousé Maria van Boutershem en 1303 (vers 1287 - après 1325), fille de Henri V de Boutershem (Hendrik V van Boutershem) et Maria de Hemricourt. Reinoud et Maria auraient eu neuf enfants,, :
- Walram II de Fauquemont (vers 1307 - 1329), célibataire ;
- Thierry IV de Fauquemont (vers 1310 - 1346), seigneur de Fauquemont et Montjoie, marié à Machteld van Voorne (1300? - 1372) ;
- Jean de Fauquemont (vers 1313 - 1352), seigneur de Fauquemont et Montjoie, marié à Johanna van Voorne (1325 - 1349), dame de Bergen op Zoom, puis à Marina van Herpen ;
- Fillippa (vers 1315 -?), mariée en 1352 avec Henri de Flandre ;
- Beatrix de Fauquemont (vers 1316-1354), mariée avec Thierry III de Brederode (vers 1315-1377) ;
- Maria (ca 1317 -?), mariée en 1326 avec Everhard van Tomberg ;
- Margaretha (vers 1318 - avant 1364), mariée en 1334 à Hartrad von Schönecken, en 1346 à Burchard von Vinstingen ;
- Elisabeth (vers 1320), religieuse au monastère de Reichenstein ;
- Reinier (ca 1322 - 1342), célibataire, nommé commandant de la commanderie de Sint-Pieters-Voeren pour l'Ordre Teutonique.

## Conflits avec Aix-la-Chapelle et Cologne
Dès que Reinoud fut seigneur de Fauquemont, il suivit les traces de son père et de son frère et acquit en 1305 la citoyenneté de la ville de Cologne et de l'arrière-bureau partagé (Schultheiss) et la subordination de la ville d'Aix-la-Chapelle (pour une somme de 400 marks en 1306) . Reinoud partageait le poste lucratif d'huissier à Aix-la-Chapelle avec Gérard VII de Juliers. Ensemble, ils nommèrent un député (villicus), qui assurait la gestion quotidienne et qui avait la tâche de collecter les impôts. En 1310, cela a conduit à un conflit avec les citoyens d'Aix-la-Chapelle. Les Aix-la-Chapelle pillèrent alors l'abbaye de Kornelimünster, car ils soupçonnaient l'abbé Arnold Ier van Molenark d'avoir pris le parti des seigneurs de Fauquemont et de Juliers. L'abbé se tourna alors vers le roi Henri VII, qui fit mener une enquête par l'archevêque de Cologne et le duc de Brabant, qui trouvèrent par la suite les citoyens d'Aix-la-Chapelle dans l'erreur. Le villicus a été maintenu et Reinoud a reçu un montant annuel de 300 marks, qui pouvait être racheté par le versement d'une somme unique de 3000 marks. Le 14 novembre 1310, un traité de paix est signé entre Reinoud et la ville d'Aix-la-Chapelle. La même année, Reinoud a confirmé les libertés de la ville de Sittard.
En 1311, une divergence d'opinion avec l'archevêque Henri II de Virneburg de Cologne a conduit à un conflit armé près d'Euskirchen, dans lequel les gens de Fauquemont ont été vaincus. Le 23 février 1313, Reinoud a conclu une alliance de 12 ans avec l'archevêque de Cologne. En décembre 1313, Reinoud soutient le prince-évêque Adolphe de La Marck dans sa lutte contre les familles rebelles liégeoises (guerre d'Awans et Waroux).
Le 25 novembre 1314, le roi Louis de Bavière est couronné à Aix-la-Chapelle, contre la volonté de Reinoud et avec le soutien de Gérard de Juliers. En mars 1315, ce dernier se voit offrir le poste de beau-frère à Aix-la-Chapelle en guise de remerciement, poste qu'il avait précédemment partagé avec Reinoud. Reinoud entra alors dans le pays de Juliers, fut emprisonné au château de Nideggen et ne put rentrer chez lui qu'après avoir payé une rançon élevée. La perte du bailli d'Aix-la-Chapelle signifiait une perte financière importante, entraînant l'augmentation des taxes et des péages sur les terres de Fauquemont,.

## Guerre contre Maastricht et Brabant
À peu près à la même époque, Reinoud a également pu contrarier les habitants de Maastricht, notamment par des péages exorbitants, qui portaient préjudice au commerce de la cité de Maastricht. Les skippers sur la Meuse ont été particulièrement contrariés par le Château de Borgharen, possession des Valkenburg. Les habitants de Maastricht se plaignirent auprès du prince-évêque de Liège et du duc de Brabant, leurs deux seigneurs. En juin 1318, Jean III de Brabant, âgé de 18 ans, soutenu par le prince évêque Adolphe de La Marck, envahit le pays de Fauquemont avec une grande armée. Adolphe a réussi à conquérir le château de Borgharen grâce à une ruse, tandis que Jean III a conquis en peu de temps à la fois Heerlen et Sittard, deux possessions de Valkenburg (voir Siège de Sittard de 1318). Reinoud fut contraint de conclure un armistice, qui lui coûta cependant les deux villes, Sittard et Heerlen.
Après quelques années de paix relative, la controverse reprit en 1322, après quoi Reinoud s'exila volontairement à Louvain de juin 1323 à novembre 1325 sous la pression du Brabant. Sa libération n'a eu lieu qu'après la médiation du comte Jean l'Aveugle de Luxembourg, du comte Guillaume III de Hollande et du Hainaut et du prince évêque Adolphe de la Marck, et après avoir signé un ensemble de conditions strictes. Mais Reinoud a simplement ignoré les conditions de cette négociation et la lutte a repris deux ans plus tard. Cette fois, Reinoud pouvait compter sur le soutien militaire de Jean l'Aveugle de Luxembourg, qui était également roi de Bohême. Avec son aide, Reinoud remporta d'importantes victoires en juin 1327, mais le 4 juillet 1327, une bataille décisive eut lieu au hameau d'IJzeren. Dans cette bataille, le peuple de Maastricht, soutenu par les troupes brabançonnes, remporta une grande victoire. La Bataille d'IJzeren serait commémorée pendant les siècles suivants, le 4 juillet, dans l'église St. Servais de Maastricht comme la fête du Triumphus Traiectensis ("Victoire de Maastricht").
Le fait que les gens de Valkenburg aient été nullement vaincus est évident du fait que le duc de Brabant a assiégé le château de Fauquemont en août 1327, au cours duquel la ville elle-même a été inondée par un barrage sur la Gueule. Ce n'est qu'après neuf semaines que le siège a pris fin et que les négociations de paix ont commencé,.

## Dernières années de règne
Reinoud se retrouvait de plus en plus seul. Le 22 avril 1328, son propre frère, Jean de Valkenburg, seigneur de Born et Susteren, attaqua le château de Fauquemont et démolit quelques murs et tours. Le résultat fut prompt : plus de raids par les gens de Fauquemont dans les terres environnantes.
Lors d'un tournoi à Cologne, Reinoud a failli être tué par un frère du duc de Brabant, aidé par certains de ses propres gens. Reinoud a répliqué, entre autres, en faisant pendre le seigneur de Pietersheim (nl). En mars 1329, Jean III de Brabant assiégea de nouveau le château de Fauquemont. Parce que Reinoud était à Montjoie à cette époque, il avait confié la défense de la place de Fauquemont à son fils aîné Walram. Pendant onze semaines, la cité a réussi à résister aux Brabantois. Après la mort de Walram, la reddition a suivi le 11 mai 1329, puis les fortifications de la cité et celles du château ont été sérieusement démantelées. Un acte du 14 avril 1330 montre que Reinoud n'est plus en possession de Fauquemont et qu'Arnold van Hulsberg en est le gardien à ce moment-là.
En 1331, Reinoud séjourne en Italie avec Jean L'Aveugle de Luxembourg. Un an plus tard, avec le soutien du même Jean L'Aveugle et, entre autres, de Philippe VI de Valois et de l'empereur Louis de Bavière, il essaya de récupérer ses possessions de Fauquemont, mais sans succès.
Selon la tradition, Reinoud est mort en défendant son château de Montjoie contre les troupes brabançonnes en 1333. Il aurait été touché par une flèche en enlevant son casque.

## Héritage
Le livre de mémoire du monastère de Wenau (Arrondissement de Düren) mentionne comme date de sa mort le 15 juillet, probablement le 15 juillet 1333. Le chroniqueur liégeois du XIVe siècle Jacques de Hemricourt décrit Reinoud comme le chevalier le plus courageux de son temps.
L'historien allemand Severin Corsten (de) écrivait à propos de Reinoud van Valkenburg en 1953 : «Chez Reinald, la misère du petit prince telle que nous l'avons rencontrée à la fin du Moyen Âge est incarnée : constamment en manque d'argent, repoussé par les grands princes, par les bourgeois les taxes contestées".
La Reinaldstraat dans le centre-ville de Fauquemont-sur-Gueule porte le nom de Reinoud (Reinald) van Valkenburg.

## Armoiries
Selon l'Armorial de Gelre (Folio 72v, Renaud de Fauquemont, Seigneur de Born), son blason prenait la forme suivante :
| Figure | Blasonnement |
|        | D'argent, au lion couronné de gueules, à la queue fourchée. Cimier : Une tête et col de cygne, becquée de gueules, garnie de plumes de paon ; couronné de gueules sur une capeline aux armes. |

## Sources
- Habets, M., "Walram's opvolgers Dirk III en Reinald" en "Reinoud van Valkenburg-Montjoie in oorlog met Maastricht, Deel I, II en III", in Heuvelland-Aktueel, 08-10-2007, 12-11-2007, 18-12-2007 en 09-01-2008 (pdf's op website vestingstadvalkenburg.nl).
- Notten, J., H. Roelofs en J. Wortmann (red.), Straatnamenboek Valkenburg aan de Geul. Valkenburg, 2004.
- Silvertant, J., Valkenborgh - Geschiedenis en archeologie van de middeleeuwse vesting. Gulpen, 2014.
- Schurgers, H., J. Notten, L. Pluymaekers, Geschiedenis van Valkenburg-Houthem. Valkenburg, 1979.